# Steve Keen
Steve Keen (Sydney, 1953. március 28. –) ausztrál közgazdász. Keen egyike volt annak a néhány közgazdásznak, aki a szakma általános vaksága ellenére megjósolta a 2008-as globális pénzügyi válságot.

## Nézetei
Keen alapvetően a posztkeynesiánus közgazdaságtanhoz tartozik.
Munkásságának egyik része a neoklasszikus közgazdaságtan számtalan tévedésének, megcáfolt elméletének és hamis axiómájának bemutatása. Hatalmas vihart kavart ebből a szempontból a Deconstructing Economics című könyve.
Munkásságának másik része Hyman Minsky munkásságának alkalmazása a jelenlegi kor gazdaságaira, a globális válságok elemzése. Hangsúlyozza, hogy míg a neoklasszikus főáram az államadósság problémájára igyekszik folyamatosan ráterelni a figyelmet, a magánadósság sokkal nagyobb problémát jelent. Keen alapvetően elfogadja a modern monetáris elmélet nézeteit.

## Publikációi
- Keen, Steve (2017). Can We Avoid Another Financial Crisis? Polity. ISBN 9781509513734
- Keen, Steve (2015). Developing an economics for the post-crisis world. World Economics Association and College Publications. ISBN 9781848901865
- Lee, Frederic S. and Steve Keen (2004): "The Incoherent Emperor: A Heterodox Critique of Neoclassical Microeconomic Theory", Review of Social Economy, V. 62, Iss. 2: 169–199.
- Co-editor of: Commerce, Complexity and Evolution: Topics in Economics, Finance, Marketing, and Management: Proceedings of the Twelfth International Symposium in Economic Theory and Econometrics. New York: Cambridge University Press. ISBN 0-521-62030-9
- The Debunking Economics Podcast: with Phil Dobbie and Prof. Steve Keen (http://debunkingeconomics.com)